# Срібна голка

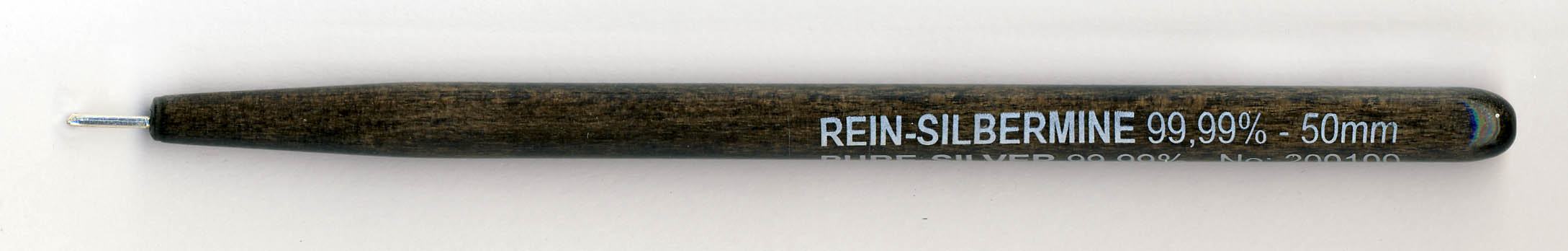
Сучасна срібна голка

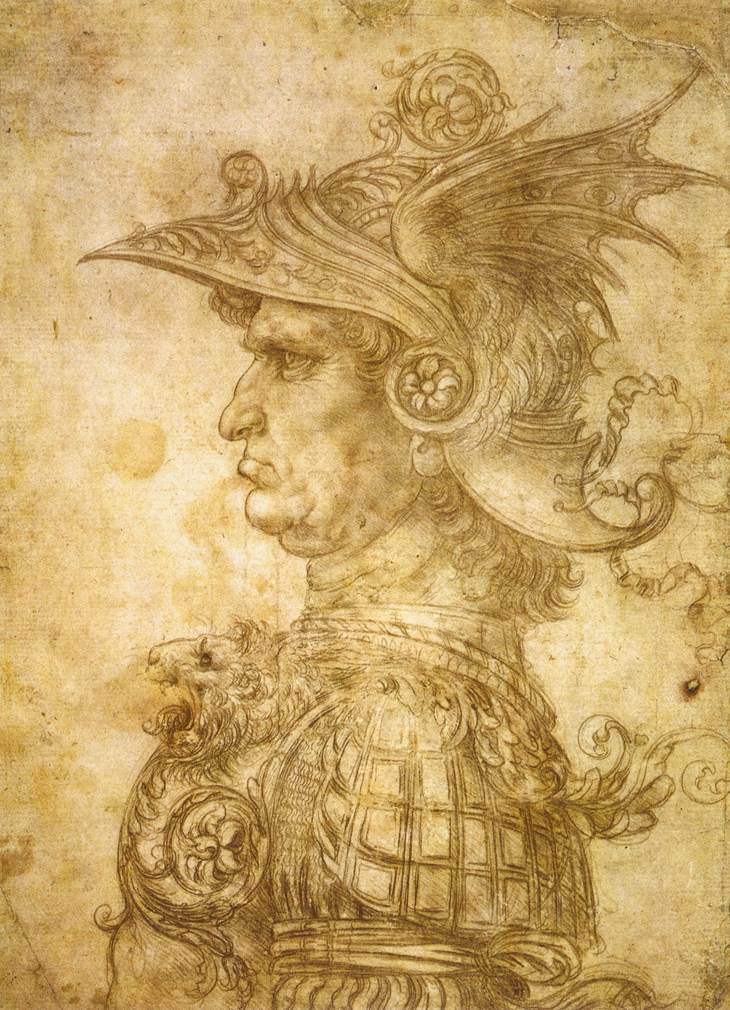
Леонардо да Вінчі, «Профіль воїна», 1475

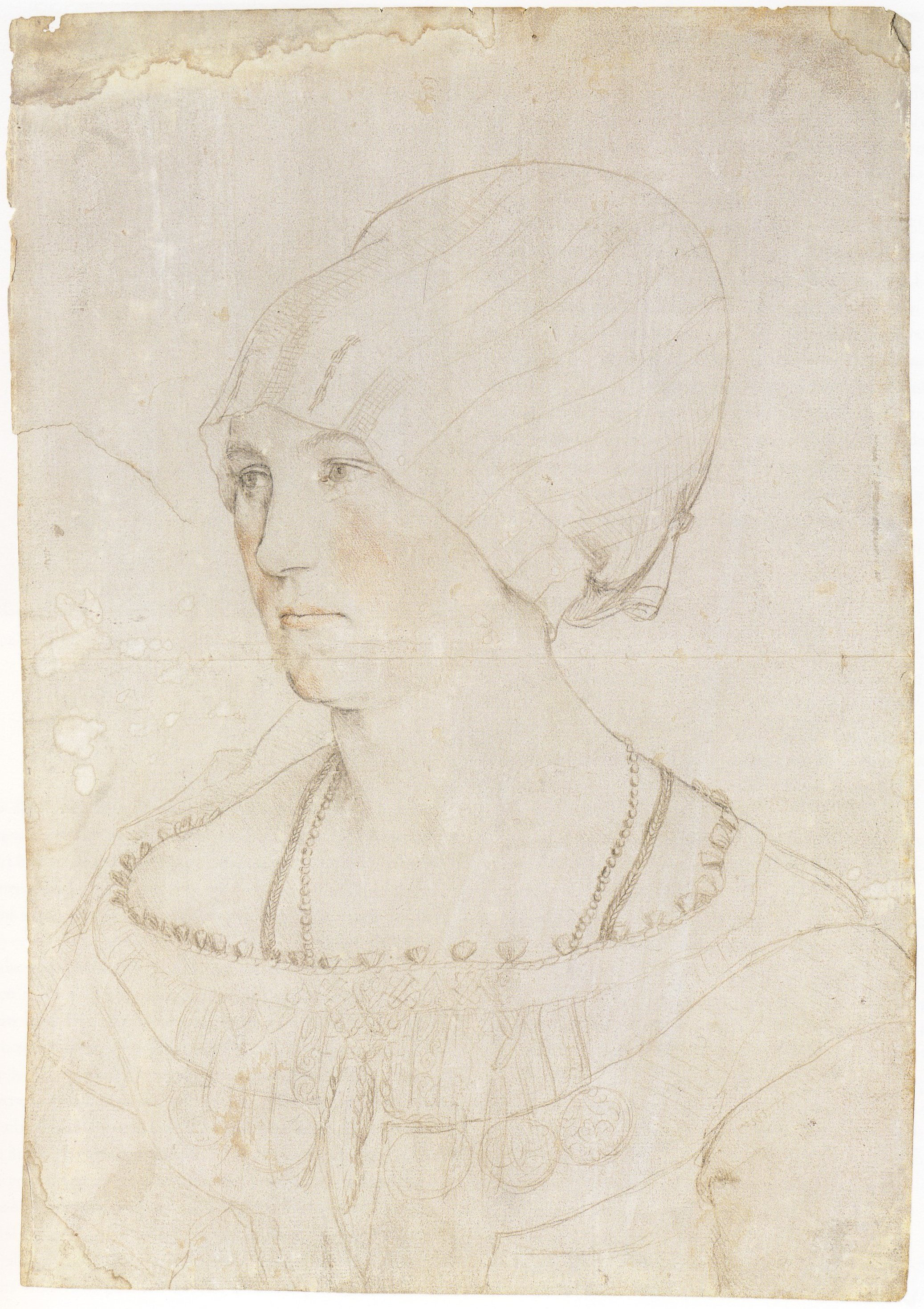
Ганс Гольбайн Молодший, «Портрет Доротеї Меєр», Художній музей (Базель)

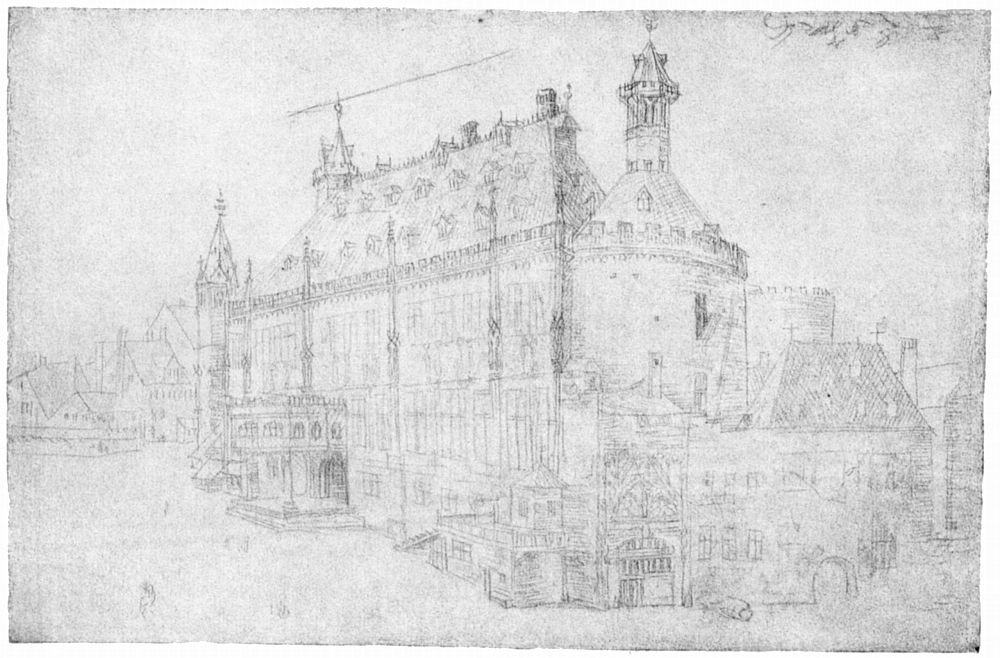
Альбрехт Дюрер, «Аахенська ратуша», 1520

Срібна голка (нім. Silberstift, фр. Pointe d'argent, англ. Silverpoint) — назва старовинної техніки малюнка, а також інструменту. 

## Техніка
Художник малює на спеціально підготовленій поверхні (полотно, пергамент, папір), використовуючи срібний стержень, заточений з одного боку і прикріплений до мідного чи бронзового держака. В епоху Відродження для ґрунтовки застосовувалася кістяний пил (така поверхня називалася carta tinta), останнім часом для цього використовується також гуаш та гіпс.
Малюнок, зроблений срібною голкою, виходить спочатку блакитно-сірого кольору. Поступово, в результаті окислення, він набуває теплого коричневого відтінку та створює враження особливої делікатності й витонченості.

## Історія
Срібна голка відома ще з часів античності, та особливого поширення ця техніка набула починаючи з раннього Середньовіччя. Переписувачі рукописів використовували її для письма на пергаменті та папері. В епоху Відродження ця техніка стає однією з найпопулярніших серед художників Італії, Німеччини та Нідерландів.
Технікою срібної голки користувалися такі визнані майстри малюнка як Ян ван Ейк, Леонардо да Вінчі, Альбрехт Дюрер, Ганс Бальдунг, Петрус Крістус. Італійський художник Ченніно Ченніні (1370–1440), у своїй «Книзі про мистецтво» описує техніку срібної голки (stilo di argento) та наводить рецепти приготування поверхні для цієї техніки.
Починаючи з другої половини XVI століття техніка срібної голки, внаслідок, імовірно, зміни естетичних принципів та трудомісткості, поступово виходить з ужитку і вже у XVIII столітті вона була майже зовсім забута. Проте відомі роботи Рембрандта, виконані срібною голкою (наприклад, портрет Саскії 1633 року, Кабінет малюнка, Берлін)
На початку XX століття німецький фахівець з історії мистецтва Йозеф Медер (1857–1934) присвятив цілу монографію срібній голці («Das Buchlein vom Silbersteft», 1909), відродивши таким чином інтерес до неї. Її використовували такі художники, як Альфонс Легро, прерафаеліти в Англії, Джозеф Стелла в США.
Із сучасних дослідників слід згадати англійського вченого Френсіса Ємс-Люїса, який у своїй монографії «Малюнок в епоху раннього Відродження в Італії» приділяє срібній голці велику увагу, а також книгу австралійської художниці та скульпторки Сюзан Доротеї Вайт (Susan Dorothea White) «Малювати як да Вінчі», в якій детально розповідається про цю техніку малюнка.
У наш час цілий ряд художників використовує срібну голку в своїй творчості. Особливе місце в цьому списку займає Віктор Кульбак (Victor Koulbak) — французький художник російського походження, який створив в цій техніці цілу галерею портретів людей, тварин, птахів, квітів.